# دون براينت (مغني)
دون براينت (بالإنجليزية: Don Bryant)‏ هو مغني وكاتب أغاني أمريكي، ولد في 4 أبريل 1942 في ممفيس في الولايات المتحدة.

## وصلات خارجية
- دون براينت على موقع ميوزك برينز (الإنجليزية)
- دون براينت على موقع أول ميوزيك (الإنجليزية)
- دون براينت على موقع ديسكوغز (الإنجليزية)